# Killers (Iron-Maiden-Album)
Killers (englisch für „Mörder“) ist das zweite Studioalbum der britischen Heavy-Metal-Band Iron Maiden. Das Album wurde am 2. Februar 1981 via EMI veröffentlicht. In den USA erschien das Album erst im Juni 1981 und enthielt als Bonus das Lied Twilight Zone. Das Albumcover stammt wie die meisten von Derek Riggs und stellt Maskottchen Eddie dar, das ein bluttriefendes Beil in der Hand hält, während sich die beiden Hände seines niedersinkenden Opfers von unten an seinem Hemd festklammern.

## Entstehung
Killers ist das letzte Studioalbum mit Sänger Paul Di’Anno. Er wurde während der laufenden Tour wegen seiner Alkohol- und Drogenprobleme aus der Band entlassen und durch Bruce Dickinson ersetzt. Gitarrist Adrian Smith ist erstmals auf Killers zu hören. Produziert wurde das Album von Martin Birch, der auch alle folgenden Iron-Maiden-Alben bis einschließlich Fear of the Dark (1992) produzierte.
Das Album wurde fast ausschließlich vom Bassisten Steve Harris geschrieben. Killers ist das einzige Iron-Maiden-Album, das zwei Instrumentalstücke enthält. Bis auf Murders in the Rue Morgue und das Titellied wurden die auf Killers vertretenen Lieder bereits vor der Veröffentlichung des Debütalbums geschrieben. Sie wurden jedoch für das Album mit Adrian Smith neu aufgenommen.
Killers war bis 1998 auch das einzige Album der Band, bei dem keine zusätzlichen Studioaufnahmen als B-Seite Verwendung fanden.

## Titelliste

### Originalveröffentlichung
1. The Ides of March (Steve Harris) – 1:45 (Instrumental)
2. Wrathchild (Steve Harris) – 2:54
3. Murders in the Rue Morgue (Steve Harris) – 4:19
4. Another Life (Steve Harris) – 3:22
5. Genghis Khan (Steve Harris) – 3:06 (Instrumental)
6. Innocent Exile (Steve Harris) – 3:53
7. Killers (Paul Di’Anno, Steve Harris) – 5:01
8. Prodigal Son (Steve Harris) – 6:11
9. Purgatory (Steve Harris) – 3:21
10. Drifter (Steve Harris) – 4:48

### Wiederveröffentlichung
1998 wurden alle Iron-Maiden-Alben vor The X Factor (1995) wiederveröffentlicht. Die Wiederveröffentlichung enthält das Lied Twilight Zone, welches bisher nur auf der US-Version von Killers erhältlich war.
1. The Ides of March (Steve Harris) – 1:45
2. Wrathchild (Steve Harris) – 2:54
3. Murders in the Rue Morgue (Steve Harris) – 4:19
4. Another Life (Steve Harris) – 3:22
5. Genghis Khan (Steve Harris) – 3:06
6. Innocent Exile (Steve Harris) – 3:53
7. Killers (Paul Di’Anno, Steve Harris) – 5:01
8. Prodigal Son (Steve Harris) – 6:11
9. Purgatory (Steve Harris) – 3:21
10. Twilight Zone (Steve Harris, Dave Murray) – 2:34
11. Drifter (Steve Harris) – 4:48

## Songinformationen
- The Ides of March ist mit nur 1 Minute, 44 Sekunden der kürzeste Song, den Iron Maiden je aufgenommen hat. Es handelt sich um ein Instrumentalstück, das sich vermutlich auf William Shakespeares „Hüte dich vor den Iden des März“ aus Julius Cäsar bezieht. Das Lied überschneidet sich mit Thunderburst von Samson. Der Drummer von Samson hatte kurze Zeit bei Iron Maiden gespielt und das Lied wohl zusammen mit Steve Harris verfasst. Die beiden Lieder unterscheiden sich allerdings in wenigen Punkten: Thunderburst wird durch eine Akustikgitarre eröffnet, außerdem bedienen die Lieder sich zwei unterschiedlicher Tonleitern. Thunderburst hat des Weiteren einen veränderten Akkord und am Ende erklingt eine Art Chor. Bei Thunderburst ist Steve Harris als Co-Autor genannt, Thunderstick (so der Name des maskierten Samson-Drummers) wird allerdings bei The Ides of March nicht erwähnt.[1]
- Wrathchild wurde bereits auf der Kompilation Metal for Muthas veröffentlicht. Die Version auf dem Album wurde neu eingespielt.
- Murders in the Rue Morgue basiert lose auf der gleichnamigen Kurzgeschichte von Edgar Allan Poe.
- Another Life handelt vom Suizid.
- Genghis Khan ist ein weiterer Instrumentaltrack auf dem Album. Er wurde recht kurzfristig als Füllsong verfasst und trug den Arbeitstitel Jenkin’s Barn.[1]
- Twilight Zone wurde bereits als Single veröffentlicht und erschien deshalb nicht auf der europäischen Version des Albums.
- Purgatory ist eine Neuaufnahme des Liedes Floating, eines Liedes, das Iron Maiden in ihrer Frühphase oft live gespielt haben.

## Singleauskopplungen
Twilight Zone/Wrathchild wurde als Doppel-A-Seite veröffentlicht. Sie erreichte Platz #31 der UK-Charts und Platz #78 der US-Billboard-Charts. und der Billboard-Mainstream-Rock-Charts.
Purgatory erschien als fünfte Single von Iron Maiden und enthält als B-Seite Genghis Khan. Das ursprünglich für die Single vorgesehene Bild wurde später für das The Number of the Beast-Cover verwendet. Die Single verpasste die Top 50 der britischen Singlecharts.

## Kommerzieller Erfolg

### Chartplatzierungen
Killers erreichte Platz #12 der britischen Charts und Platz #78 der US-Billboard-Charts.
| ChartsChartplatzierungen       | Höchstplatzierung | Wochen |
| ------------------------------ | ----------------- | ------ |
| Deutschland (GfK)              | 10 (33 Wo.)       | 33     |
| Österreich (Ö3)                | 20 (2 Wo.)        | 2      |
| Vereinigte Staaten (Billboard) | 78 (23 Wo.)       | 23     |
| Vereinigtes Königreich (OCC)   | 12 (8 Wo.)        | 8      |

| ChartsJahrescharts (1981) | Platzierung |
| ------------------------- | ----------- |
| Deutschland (GfK)         | 26          |

### Auszeichnungen für Musikverkäufe
Das Album verkaufte sich viermal so oft wie sein Vorgänger. 1985 erreichte das Album im Vereinigten Königreich Gold-Status, ebenso 1987 in den USA und Deutschland.
| Land/Region                  | Auszeichnungen für Musikverkäufe (Land/Region, Auszeichnung, Verkäufe) | Verkäufe  |
| ---------------------------- | ---------------------------------------------------------------------- | --------- |
| Deutschland (BVMI)           | Gold                                                                   | 250.000   |
| Frankreich (SNEP)            | Gold                                                                   | 100.000   |
| Kanada (MC)                  | Platin                                                                 | 100.000   |
| Schweden (IFPI)              | Gold                                                                   | 50.000    |
| Vereinigte Staaten (RIAA)    | Gold                                                                   | 500.000   |
| Vereinigtes Königreich (BPI) | Gold                                                                   | 100.000   |
| Insgesamt                    | 5× Gold · 1× Platin ·                                                  | 1.000.000 |

Hauptartikel: Iron Maiden/Auszeichnungen für Musikverkäufe